# Vytautas Gaidamavičius
Vytautas Gaidamavičius (* 21. Juli 1931 in Kaunas; † 31. Mai 2008 in Vilnius) war ein litauischer Musiker (Pianist) und Politiker, Kultur-Vizeminister.

## Leben
1955 absolvierte Gaidamavičius das Klavier-Diplomstudium am Lietuvos konservatorija bei Aldona Dvarionienė. Von 1955 bis 1957 war er Konzertmeister beim litauischen nationalen Opernhaus (Lietuvos operos ir baleto teatras). Von 1957 bis 1974 lehrte er am Vilniaus pedagoginis institutas und von 1974 bis 2001 an der Lietuvos konservatorija. Von 1990 bis 1991 war er stellvertretender Kultur- und Bildungsminister Litauens.